# Liste des parcs de loisirs d'Europe
Cet article est une liste des parcs d'attractions d'Europe.

## Localisation des principaux parcs de loisirs européens
| Disneyland Paris Europa-Park Efteling Jardins de Tivoli PortAventura Park Liseberg Gardaland Alton Towers Energylandia |

## Autriche
- Jagdmärchenpark Hirschalm, Unterweißenbach, Haute-Autriche
- Familypark, St. Margarethen, Burgenland
- Wiener Prater, Vienne

### Carinthie
- Funny Park, Annenheim
- 1. Kärntner Erlebnispark, Hermagor
- Minimundus, Klagenfurt

### Salzbourg
- Erlebnispark Strasswalchen, Strasswalchen
- Fantasiana, Straßwalchen
- Wild & Freizeitpark Ferleiten, Ferleiten

### Styrie
- Freizeitzentrum Stubenberg, Stubenberg
- Wild und Erlebnispark, Mautern in Steiermark

### Tyrol
- Familienland Erlebnispark, Sankt Jakob in Haus
- Freizeitzentrum Zahmer Kaiser, Walchsee
- Spielpark Leutasch, Leutasch
- Witches' Water, Söll

## Biélorussie

### Minsk
- Chelyuskinites Park
- Gorky Park
- Dreamland

## Bulgarie
- Sofia Land, Sofia

## Chypre
- Lucky Star Park, Aradíppou, District de Larnaca
- Sparti Rope Park, Plátres, Limassol

## Danemark
- Joboland Brændesgårdshaven, Svaneke, Bornholm

### Jutland
- Danfoss Universe, Nordborg
- Djurs Sommerland, Nimtofte
- Fårup Sommerland, Saltum
- Legoland Billund, Billund
- Rømø Lege- & Hesteland, Rømø
- Sommerland Syd, Tinglev
- Tivoli Friheden, Århus
- Karolinelund, Aalborg
- Varde Sommerland, Varde

### Seeland
- Bakken, Klampenborg
- BonbonLand, Holme-Olstrup
- Marielyst Familiepark & Aqualand, Væggerløse
- Nordsjællands Sommerpark, Græsted
- Sommerland Sjælland, Nykøbing
- Jardins de Tivoli, Copenhague

## Espagne

### Madrid
- Parque de Atracciones de Madrid, Madrid
- Parque Warner Madrid, San Martín de la Vega

### Andalousie
- Isla Mágica, Séville

### Aragon
- Parque de Atracciones de Zaragoza

### Communauté valencienne
- Terra Mítica, Benidorm

### Catalogne
- Parc d'Atraccions del Tibidabo, Barcelone
- PortAventura World, Salou

### Malaga
- Tivoli World, Benalmádena

## Finlande
- Mariepark, Mariehamn, Åland
- Nokkakivi, Lievestuore
- PowerPark, Alahärmä, Vaasa
- Puuhamaa, Tervakoski, Janakkala
- Tykkimäki, Kouvola, Vallée de la Kymi
- Wasalandia, Vaasa, Ostrobotnie

### Uusimaa
- Linnanmäki, Helsinki
- Planet FunFun (anciennement: Fanfaari), Kerava

### Finlande-Occidentale
- Muumimaailma, Naantali
- Särkänniemi (anciennement: Neula's amusement), Tampere

### Laponie
- Santa Park, Rovaniemi

## Grèce
- Fantasia Luna Park, Faliráki, Rhodes
- Magic Park, Thessaloniki, Macédoine grecque
- Luna Park Tivoli, Piraeus, Attique

### Athènes
- « Allou Fun Park »(Archive.org • Wikiwix • Archive.is • Google • Que faire ?)
- Ta Aidonakia Luna Park

## Hongrie
- Vidámpark, Budapest

## Irlande
- Funtasia, Bettystown, Comté de Meath
- Tramore Amusement Park, Tramore, Waterford
- Clara Lara, Wicklow
- Fort Lucan, Lucan, Dublin
- Funderland (fête foraine ambulante transportant les plus grandes montagnes russes du pays)

## Lituanie
- Vaiku Pasaulis, Elektrėnai

## Luxembourg
- Parc Merveilleux, Bettembourg

## Malte
- Popeye Village, Mellieħa

## Norvège
- Bø Sommarland, Bø (Telemark)
- Hunderfossen Familiepark, Lillehammer, Comté d'Oppland
- Kongeparken, Ålgård, Comté de Rogaland
- Kristiansand Zoo and Amusement Park, Kristiansand, Comté de Vest-Agder
- Lilleputthammer, Lillehammer
- TusenFryd, Oslo

## Pologne
- Energylandia, Zator
- Majaland Kownaty, Kownaty
- Rabkoland, Rabka-Zdrój
- Legendia Śląskie Wesołe Miasteczko, Chorzów

## Portugal
- Portugal dos Pequenitos, Coimbra, Région Centre
- Zoomarine, Albufeira, Algarve

## République tchèque
- LunaPark, Prague
- Excalibur City [Znojmo]

## Roumanie
- Orǎṣelul Copiilor, Bucarest
- Satul de Vacanţǎ, Mamaia

## Russie
- Beoland, Nijni Novgorod

### Kraï de Krasnodar
- Admiral Vrungel, Guelendjik
- Krasnodar Park, Krasnodar

### Moscou
- Attractionmania
- Gorky Park
- Parc Sokolniki
- Star Galaxy Adventure

### Saint-Pétersbourg
- Divo Ostrov (Wonder Island)
- Gagarin Park
- Park Alisa
- Park Yulya

## Suisse
- Canton de Fribourg
  - Charmey Aventures, Charmey
- Canton de Thurgovie
  - Conny-Land, Lipperswil
- Canton de Vaud 
  - Fun Planet, Villeneuve
- Canton du Valais
  - Labyrinthe Aventure, Evionnaz
  - Happyland, Granges
  - Western City, Martigny
- Canton de Bern 
  - Jungfrau Park, Interlaken